# گیل ملی
گیل مِلی (انگلیسی: Gil Mellé؛ ۳۱ دسامبر ۱۹۳۱ – ۲۸ اکتبر ۲۰۰۴) یک هنرمند، آهنگساز، نوازندهٔ ساکسوفون و موسیقی‌دان سبکِ جاز اهل ایالات متحده آمریکا بود.
از فیلم‌ها یا مجموعه‌های تلویزیونی که وی در آن‌ها نقش داشته است، می‌توان به نایت گالری، جنین، سنتینل، جاذبه آندرومدا و استخوان اشاره نمود.